# Ivonivka, Moghilău
Ivonivka (în ucraineană Івонівка) este un sat în comuna Iaruha din raionul Moghilău, regiunea Vinnița, Ucraina.

## Demografie
Componența lingvistică a localității Ivonivka
     Ucraineană (97,92%)
     Rusă (1,67%)
     Alte limbi (0,21%)
Conform recensământului din 2001, majoritatea populației localității Ivonivka era vorbitoare de ucraineană (97,92%), existând în minoritate și vorbitori de rusă (1,67%).